# Egészségügyi Szakmai Kollégium
Az Egészségügyi Szakmai Kollégium az egészségügyért felelős miniszter javaslattevő, véleményező és tanácsadó szakmai testületeként működik. A szakmai kollégium elnökségből és tagozatokból áll. Működését a 26/2020. (VIII. 4.) EMMI rendelet az egészségügyi szakmai kollégium működéséről szabályozza.

## Működése
- A szakmai kollégium működtetési költségeit a miniszter által vezetett minisztérium az Országos Kórházi Főigazgatóság költségvetésében, valamint meghatározott országos gyógyintézetek költségvetésében biztosítja. A működtetési költségek a szakmai tagozatok tevékenységének ellátásához szükséges személyi és tárgyi feltételeket foglalják magukban.
- A szakmai kollégium tagjait a miniszter nevezi ki.
- A szakmai kollégium tagjai a tevékenységüket megbízási szerződés alapján, tiszteletdíj ellenében látják el.
- A szakmai kollégium tagjainak megbízatása négy évre szól, azzal, hogy az új szakmai kollégium megalakulásáig a korábbi tagok ellátják a jogszabályban meghatározott feladat- és hatáskörüket. A kinevezés korlátlan alkalommal meghosszabbítható. Egy személy egyidejűleg csak egy tisztséget tölthet be.
- A szakmai kollégium tagjai a miniszter által visszahívhatók.
- A szakmai kollégium elnöksége és a tagozatok elérhetőségét, valamint a tisztségviselők nevét az OKFŐ honlapján közzéteszi.[2]

## Szervezete
A szakmai kollégium elnökségből és tagozatokból áll. 

### A szakmai kollégium elnöksége
- A szakmai kollégium elnökségét a tagozatok elnökei és a testület elnöke alkotják.
- Az elnökség elnökét a miniszter a nevezi ki. A testület elnöke olyan személy lehet, aki a szakmai kollégium tevékenységével érintett szakterületen szakmai tapasztalattal rendelkezik, és bármely jogviszony keretében szakmai tevékenységet végez.
- Az elnökség döntéseit üléseken hozza meg. Az elnökség döntéseit az ülésen jelen lévő tagok több, mint felének egyetértése esetén hozzák meg.
- Az elnökség állást foglal egészségügyi fejlesztési és stratégiai kérdésekben, egészségpolitikai kérdésekben, ezen körben javaslatokat készít elő és terjeszt a miniszter elé, javaslatokat fogalmaz meg az egészségügyi képzések, szakképzések, szakirányú szakképzések és továbbképzések tekintetében, etc.

### A szakmai kollégium tagozatai
- A szakmai kollégium szakterületein 5 fős tagozatok működnek, egy tagozatnak egy elnöke, egy titkára és három tagja van. A tagozat elnökét, a titkárt és tagjait szakmai szempontok alapján a miniszter kéri fel azzal, hogy minden tagozatban minimum egy fővel az orvos- és egészségtudományi képzést folytató egyetemek képviselője vesz részt.
- A tagozat szakterületi feladatában eljárva szervezi és koordinálja a szakmai irányelvek készítését, javaslatot készít a szakmai irányelvek, protokollok, módszertani levelek témáira, figyelemmel kíséri a módszertani útmutatók, irányelvek, protokollok bevezetését, alkalmazását és érvényesülését, és szakmai irányelv felülvizsgálatot végez.
- A tagozatok kapcsolatot tartanak az egészségügy területén működő szakmai társaságokkal és egyesületekkel, orvos- és egészségtudományi képzést folytató egyetemekkel.

### A szakmai tagozatok elnevezése
- 1. Addiktológia tagozat
- 2. Aneszteziológia és intenzív terápia tagozat
- 3. Angiológia és érsebészet tagozat
- 4. Ápolási, szakdolgozói és Szülésznő tagozat
- 5. Arc, állcsont és szájsebészet tagozat
- 6. Balneoterápia tagozat
- 7. Belgyógyászat, endokrinológia, diabétesz és anyagcserebetegségek tagozat
- 8. Bőr- és nemibetegségek tagozat
- 9. Csecsemő- és gyermekgyógyászat tagozat
- 10. Dietetika, humán táplálkozás tagozat
- 11. Egynapos sebészet tagozat
- 12. Égés- és plasztikai sebészet tagozat
- 13. Fog- és szájbetegségek tagozat
- 14. Foglalkozás-orvostan tagozat
- 15. Fül-orr-gégészet tagozat
- 16. Gasztroenterológia és hepatológia tagozat
- 17. Geriátria és krónikus ellátás tagozat
- 18. Gyermek alapellátás (házi gyermekorvostan, ifjúsági és iskolaorvoslás) tagozat
- 19. Gyermek pszichiátria és addiktológia tagozat
- 20. Gyermeksebészet tagozat
- 21. Gyógyszerellátási gyógyszerészet tagozat
- 22. Háziorvostan tagozat
- 23. Hospice-palliatív ellátás tagozat
- 24. Humán reprodukciós tagozat
- 25. Idegsebészet tagozat
- 26. Igazságügyi orvostan, orvosszakértés biztosítási orvostan tagozat
- 27. Infektológia tagozat
- 28. Kardiológia tagozat
- 29. Klinikai és járványügyi mikrobiológia tagozat
- 30. Klinikai farmakológia tagozat
- 31. Klinikai genetika tagozat
- 32. Klinikai immunológia és allergológia tagozat
- 33. Klinikai szakpszichológia és pszichoterapeuta klinikai szakpszichológus tagozat
- 34. Komplementer medicina tagozat
- 35. Kórházi klinikai gyógyszerészet tagozat
- 36. Megelőző orvostan és népegészségügy, kórház higiénia tagozat
- 37. Menedzsment és egészséggazdaságtan és egészségügyi informatika (nem orvosi) és minőségügyi tagozat
- 38. Mozgásterápia, fizioterápia tagozat
- 39. Nefrológia és dialízis tagozat
- 40. Neonatológia tagozat
- 41. Neurológia tagozat
- 42. Nukleáris medicina tagozat
- 43. Onkológia és sugárterápia tagozat
- 44. Ortopédia tagozat
- 45. Orvosi laboratórium tagozat
- 46. Oxyológia-sürgősségi orvostan, toxikológia, honvéd és katasztrófa orvostan tagozat
- 47. Patológia tagozat
- 48. Pszichiátria tagozat
- 49. Radiológia tagozat
- 50. Rehabilitáció, fizikális medicina és gyógyászati segédeszköz tagozat
- 51. Reumatológia tagozat
- 52. Sebészet tagozat
- 53. Sportegészségügy tagozat
- 54. Szemészet tagozat
- 55. Szívsebészet tagozat
- 56. Szövet- és sejtbanki, és regeneratív medicina tagozat
- 57. Szülészet és nőgyógyászat tagozat
- 58. Transzfuziológia és hematológia tagozat
- 59. Transzplantáció tagozat
- 60. Traumatológia és kézsebészet tagozat
- 61. Tüdő- és mellkassebészet tagozat
- 62. Tüdőgyógyászat tagozat
- 63. Urológia tagozat
- 64. Védőnő (területi, iskolai, kórházi, családvédelmi) tagozat